# Beetham Tower (Manchester)
Beetham Tower (někdy též nazývaný Hilton Tower) je 47podlažní mrakodrap v Manchesteru v Anglii. Postaven byl v letech 2004 až 2006. Pojmenován byl podle developerské společnosti Beetham Organisation, architektonický návrh vypracoval ateliér SimpsonHaugh and Partners. S výškou téměř 169 m se jedná o desátou nejvyšší budovu ve Spojeném království a nejvyšší budovu v zemi mimo území Londýna. Podle deníku Financial Times jde dokonce „o jediný skutečný mrakodrap ve Spojeném království mimo Londýn“.
V červenci 2016 byla ovšem zahájena stavba mrakodrapu Tower 1, který by měl s plánovanou výškou 201 metrů převzít pomyslnou štafetu nejvyšší budovy v Manchesteru. Jeho dokončení je plánováno na rok 2019.
Beetham Tower patří s poměrem šířky ku výšce 1:10 v západovýchodní ose k nejštíhlejším mrakodrapům na světě. Ve směru severojižní osy je však znatelně širší. Tenká konstrukce na jižní fasádě o 9 metrů převyšuje střechu budovy, tvoří tak její nejvyšší bod a funguje jako hromosvod. Zajímavostí je, že toto stavební řešní způsobuje nezvykle silný zvuk, který budova vydává při větrném počasí. Tento jev byl poprvé zaznamenán v květnu 2006, tedy pouhý týden po otevření mrakodrapu.
Za dobré viditelnosti je mrakodrap viditelný z deseti hrabství. Byty v nejvyšším podlaží nabízejí skvělý výhled na Manchester, rovinatou krajinu v hrabství Cheshire, Peniny s národním parkem Peak District a velšské pohoří Snowdonia.

## Historie

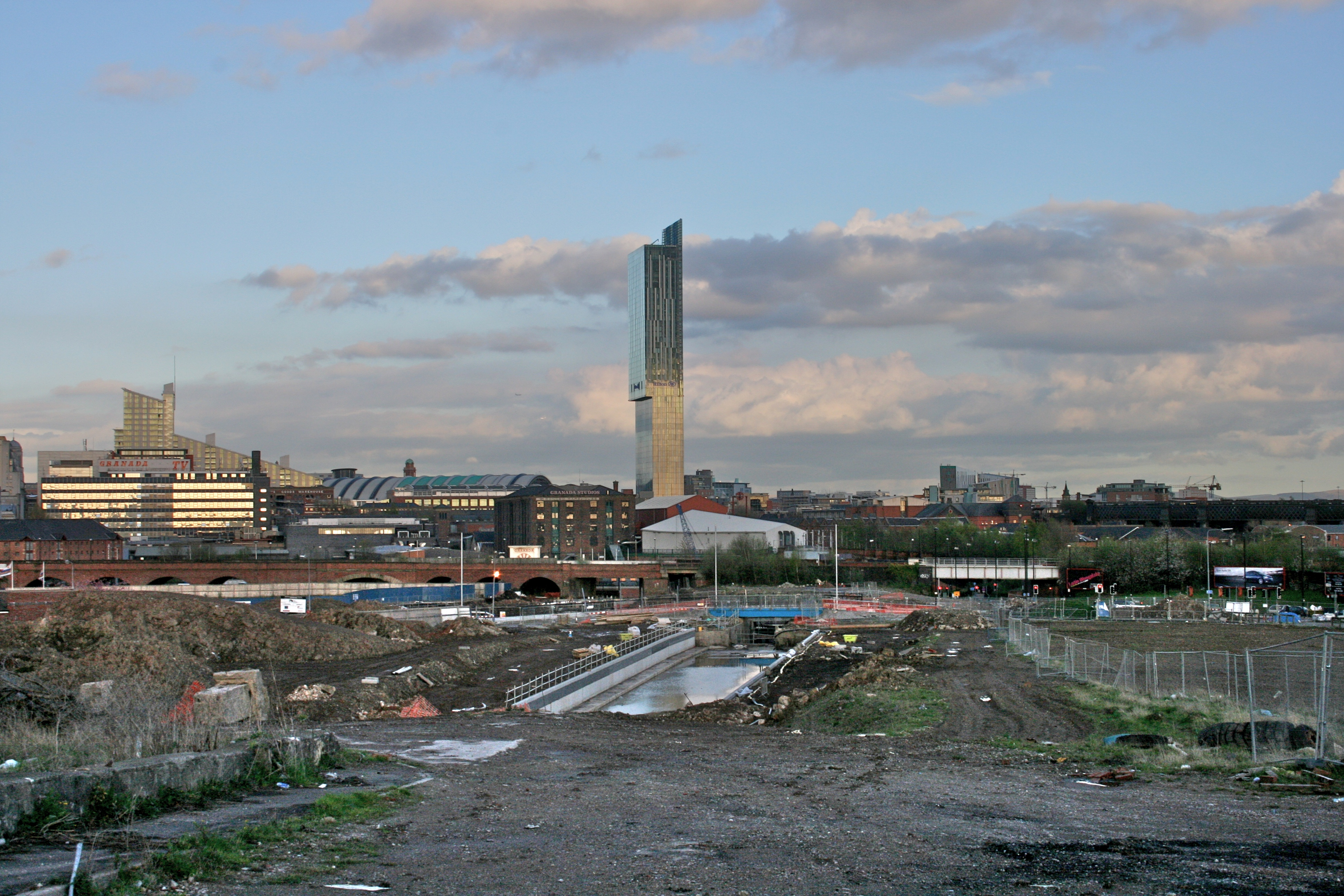
Beetham Tower je jedním z nejštíhlejších mrakodrapů na světě

Pro stavbu mrakodrapu byla vybrána parcela v blízkosti již nepoužívané části železničního viaduktu. Výstavba byla součástí plánované modernizace Manchesteru. Stavební povolení bylo vydáno v říjnu 2003, ještě před koncem roku (tedy před samotným zahájením stavby) bylo prodáno 206 z celkového počtu 219 bytů a 4 z 16 luxusních střešních apartmánů. Výstavba probíhala v době silného ekonomického růstu a stavby podobného druhu byly budovány v mnoha anglických městech.
Zemní práce a budování základů byly zahájeny na počátku roku 2004, stavba samotné konstrukce mrakodrapu pak započala v dubnu téhož roku. Od srpna 2004 byla zahájena betonáž dvou výztužných jader stavební konstrukce, jejich výška postupně rostla, až na konci července 2005 dosáhla hodnoty 120 metrů. Tímto okamžikem se zatím nedokončená konstrukce mrakodrapu stala nejvyšší budovou v zemi mimo Londýn.
Kvůli nepříznivým povětrnostním podmínkám byla plánovaná výška snížena z původních 171 na 169 metrů. Této mety bylo dosaženo 26. dubna 2006. Hotel byl otevřen 9. října 2006 a první obyvatelé bytových jednotek se nastěhovali během roku 2007. Celkové náklady stavby dosáhly 150 milionů liber.

## Architektura
Budova je umístěna na úzkém pozemku poblíž křižovatky ulic Deansgate, Great Bridgewater Street a Liverpool Road. Díky své výšce a výrazně obdélníkovému půdorysu bylo dosaženo maximálního využití plochy pozemku. Konzolová konstrukce, umístěná ve 23. podlaží, umožnila zvětšení šířky budovy o 4 metry od tohoto podlaží výše a tím i navýšení podlahové plochy. Konstrukce jižní fasády o devět metrů převyšuje úroveň střechy a funguje též jako hromosvod.
Nosná konstrukce stavby je z předpjatého betonu, použito systémové samošplhací bednění DOKA SKE 100. Beetham Tower byl první konstrukcí ve Spojeném království, která byla zhotovena pomocí tohoto systému bednění. Vzhledem k málo únosné zemině bylo použito deskových základů namísto základů pilotových, které jsou obvykle u staveb podobného druhu používány. Tloušťka základové desky je 2,5 metru. Na obvodové stěny bylo použito 57 000 tun betonu a 6 000 skleněných výplňových tabulí.